# 986 (numero)
Novecentottantasei (986) è il numero naturale dopo il 985 e prima del 987.

## Proprietà matematiche
- È un numero pari.
- È un numero composto con 8 divisori: 1, 2, 17, 29, 34, 58, 493, 986. Poiché la somma dei suoi divisori (escluso il numero stesso) è 549 < 987, è un numero difettivo.
- È un numero sfenico.
- È un numero palindromo e un numero a cifra ripetuta nel sistema di numerazione posizionale a base 33 (TT).
- È un numero intero privo di quadrati.
- È un numero nontotiente (per cui la equazione φ(x) = n non ha soluzione).
- È un numero odioso.
- È un numero di Ulam.
- È la somma dei quadrati di due numeri primi: 986 = 5² + 31².
- È parte delle terne pitagoriche (264, 950, 986), (310, 936, 986), (464, 870, 986), (552, 986, 1130), (680, 714, 986), (310, 936, 986), (986, 8352, 8410), (986, 14280, 14314), (986, 243048, 243050).

## Astronomia
- 986 Amelia è un asteroide della fascia principale del sistema solare.
- NGC 986 è una galassia spirale della costellazione della Fornace.

## Astronautica
- Cosmos 986 è un satellite artificiale russo.